# 2MASS J12165918+3003054
2MASS J12165918+3003054 ist ein Brauner Zwerg im Sternbild Haar der Berenike. Er wurde 2006 von Kuenley Chiu et al. entdeckt.
Er gehört der Spektralklasse L3,5 an; seine Oberflächentemperatur beträgt 1300 bis 2000 Kelvin.